# Zan Ganassa
Zan Ganassa, Pseudonym Alberto Naseli, auch Alberto Naselli (um 1540 in Bergamo – nach 1584) war ein italienischer Theaterschauspieler. Er war möglicherweise der (Mit-)Schöpfer der Figur des Arlecchino in der Commedia dell’arte.

## Leben
Naseli stammt aus dem Bergamaskischen und stand unter anderem im Dienst Philipps II. von Spanien. Seine Theatertruppe ist vermutlich auf dem Gemälde Commedia dell'arte sous Charles IX aus der Schule von Frans Floris (1570 oder 1571) abgebildet, das in der Forschung als eine der frühesten Darstellung der Commedia dell’arte angesehen wird. Über die Jugend und die ersten Berufsjahre von Naseli ist wenig bekannt. Ab 1568 soll er mit seiner Truppe in Mantua aufgetreten sein. In der obligatorischen Rolle der Liebhaberin (ital. innamorata) war damals die viel bewunderte Vincenza Armani zu sehen, die sich kurz darauf vergiftete und von ihrem Geliebten Adriano Valerini in dem später gedruckten Grabgesang Oratione D'Adriano Valerini Veronese, in morte della divina Signora Vincenza Armani, comica eccellentissima (Verona 1570) betrauert wurde.

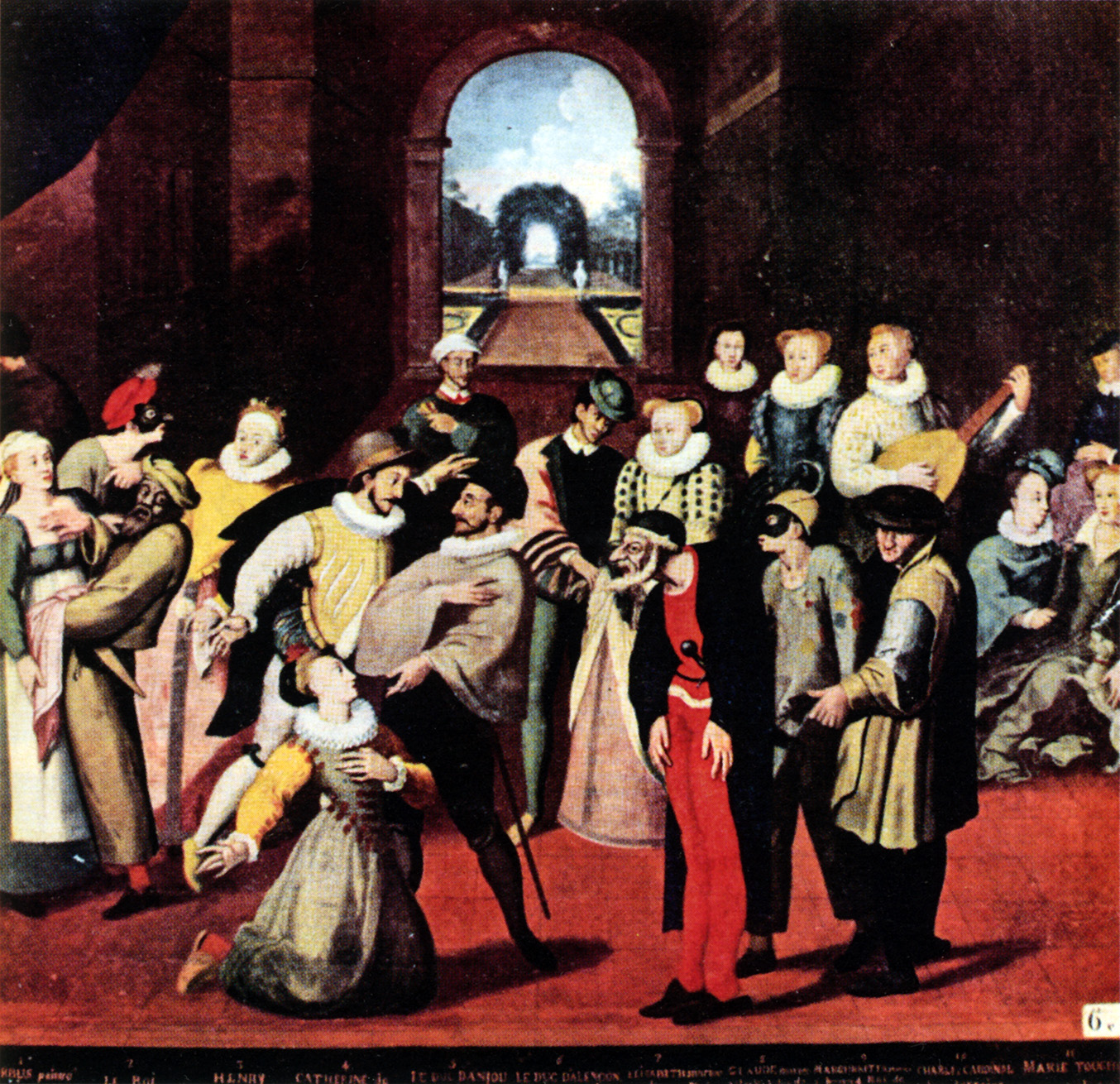
Eine der ältesten Darstellungen der Commedia dell´arte: Aufführung vor adeligem Publikum in Frankreich, Schule des Frans Floris, ca. 1570/71

Im Februar 1570 trat Naseli bei den Hochzeitsfestlichkeiten von Lucrezia d’Este in Ferrara auf. Der französische König Karl IX., ein Verwandter von Lucrezia, war Augenzeuge und zeigte sich von dem Theatererlebnis so angetan, dass er Naseli und seine Truppe offenbar zum Reichstag nach Speyer empfahl, wo am 30. Juli 1570 ein großes Festgelage gefeiert wurde. Auftritte von Naseli in Speyer sind durch zwei Briefe belegt, es ist aber nicht bekannt, wer ihn bezahlte, da sein Name in den örtlichen Abrechnungen fehlt. Möglicherweise übernahm der (dort nicht anwesende) französische König die Kosten, denn er lud Ganassa und seine Mitspieler kurz darauf nach Paris ein, wo Karl feierlich einzog, nachdem er in Charleville-Mézières am 26. November mit großem Aufwand seine Braut Elisabeth von Österreich, eine Tochter von Kaiser Maximilian II., geheiratet hatte (eine Ferntrauung war bereits am 22. Oktober in Speyer vollzogen worden). Nach den Fest-Vorstellungen vor dem Hof spielte Naselis Truppe ab August 1571 offensichtlich auch im damals einzigen öffentlichen Theater von Paris, dem de Bourgogne. Diese Aufführungen erregten das Missfallen des Parlaments, das am 15. September in einem förmlichen arrêt ein strafbewehrtes Auftrittsverbot verhängte. Bei Missachtung wurde mit Gefängnis und körperlicher Züchtigung gedroht. Die Behörden wurden angehalten, solche Schauspiele nicht mehr zu genehmigen, dem Publikum wurden Theaterbesuche generell untersagt. Einwohner von Paris hatten bei Zuwiderhandlung zehn Livre zu zahlen. Da das Parlament einen Monat später ein weiteres arrêt veröffentlichte, wird gemutmaßt, dass die Verbote zunächst nicht strikt eingehalten wurden. Sehr wahrscheinlich überwinterte Naseli in Paris.
1574 beteiligte er sich mit 600 Reales an den Baukosten eines Theaters auf dem Gelände des Madrider Corral de la Pacheca (heute Standort des Teatro Español in der Calle del Principe). Im Gegensatz zu den damals üblichen provisorischen Bühnen, die täglich auf- und abgebaut wurden, soll dieses erste Gebäude bereits ein festes, mit Ziegeln gedecktes Dach gehabt haben. Mit den Grundherren vereinbarte Naseli, dass er als Entschädigung für seine Mitfinanzierung des Baus für jeweils sechzig Vorstellungen zehn Real rückerstattet bekam. Die Eintrittspreise lagen bei einem halben Real Grundgebühr und zusätzlich einem Real pro Sessel bzw. einem Viertel-Real für einen Platz auf der Bank. Das Geschäftsmodell muss für Naseli sehr einträglich gewesen sein, denn 1582 kofinanzierte er das zweite Theatergebäude Madrids mit 25 Escudos und einem Darlehen.
Ein Gastspiel im Corral de Don Juan in Sevilla zog 1575 soviel Publikum an, dass es aus der Bürgerschaft Petitionen gab, die Aufführungen zu verbieten, da Zuschauer ihre Arbeitsplätze verlassen hatten. Naseli wurde verpflichtet, nur noch an Feiertagen zu spielen. Dieser Ärger hielt ihn nicht davon ab, 1578 abermals in Sevilla aufzutreten. Allerdings war Naseli nicht immer erfolgreich: Am 27. August 1579, so ein schriftlicher Beleg, musste er in Madrid den wenigen erschienenen Zuschauern ihr Geld zurückzahlen. Es folgten Auftritte in Valladolid, wo er ebenfalls behördlicherseits vertrieben wurde, und vor König Philipp II. in Toledo. In Madrid hatte Naseli zunächst zwei bis drei Mal die Woche Vorstellungen angesetzt, vom 30. November 1581 bis Ende Februar 1582 trat er nahezu täglich im Teatro de la Cruz auf. Unter dem Datum vom 27. Februar 1582 heißt es in einem Eintrag, Naseli sei an diesem Tag "wegen eines Gefängnisaufenthaltes" nicht erschienen. Der Haftgrund ist nicht überliefert, am plausibelsten erscheinen Schulden. In der Folge soll Naseli nach Portugal gegangen sein.
Neben den populären Stegreif-Komödien soll Naseli auch nicht weniger populäre Passionsspiele am Karfreitag inszeniert haben. Prominente Geschäftspartner waren u. a. Vincenzo Botanelli, genannt Curzio, und Cesare de Nobile, der später die Dediosi gründete. Lope de Vega erwähnt in einem Brief, dass Naseli bei einem Auftritt seinen Lehrmeister Stefanelo Bottarga verspottet habe – der einzige Hinweis auf eine mögliche Verbindung der beiden. Fest steht, dass Naselis Theater auch in Spanien sehr italienisch geprägt war, wobei mangels Quellen offen bleibt, ob er selbst häufiger nach Italien reiste, um dort Schauspieler zu rekrutieren und sich von neuen Stoffen inspirieren zu lassen.
Über die späteren Jahre Naselis ist wenig überliefert. 1582 war er erneut am Hof in Toledo und scheint Philipp II. nachhaltig beeindruckt zu haben, denn der König gestand ihm das ausdrückliche Recht zu, an zwei Werktagen und allen Feiertagen aufzutreten. In den beiden folgenden Jahren bis zum Februar 1584 folgten Reisen nach Sevilla und Madrid. Danach verliert sich Naselis Spur. Dass er noch 1610 in Spanien unterwegs gewesen sein soll, ist zweifelhaft.

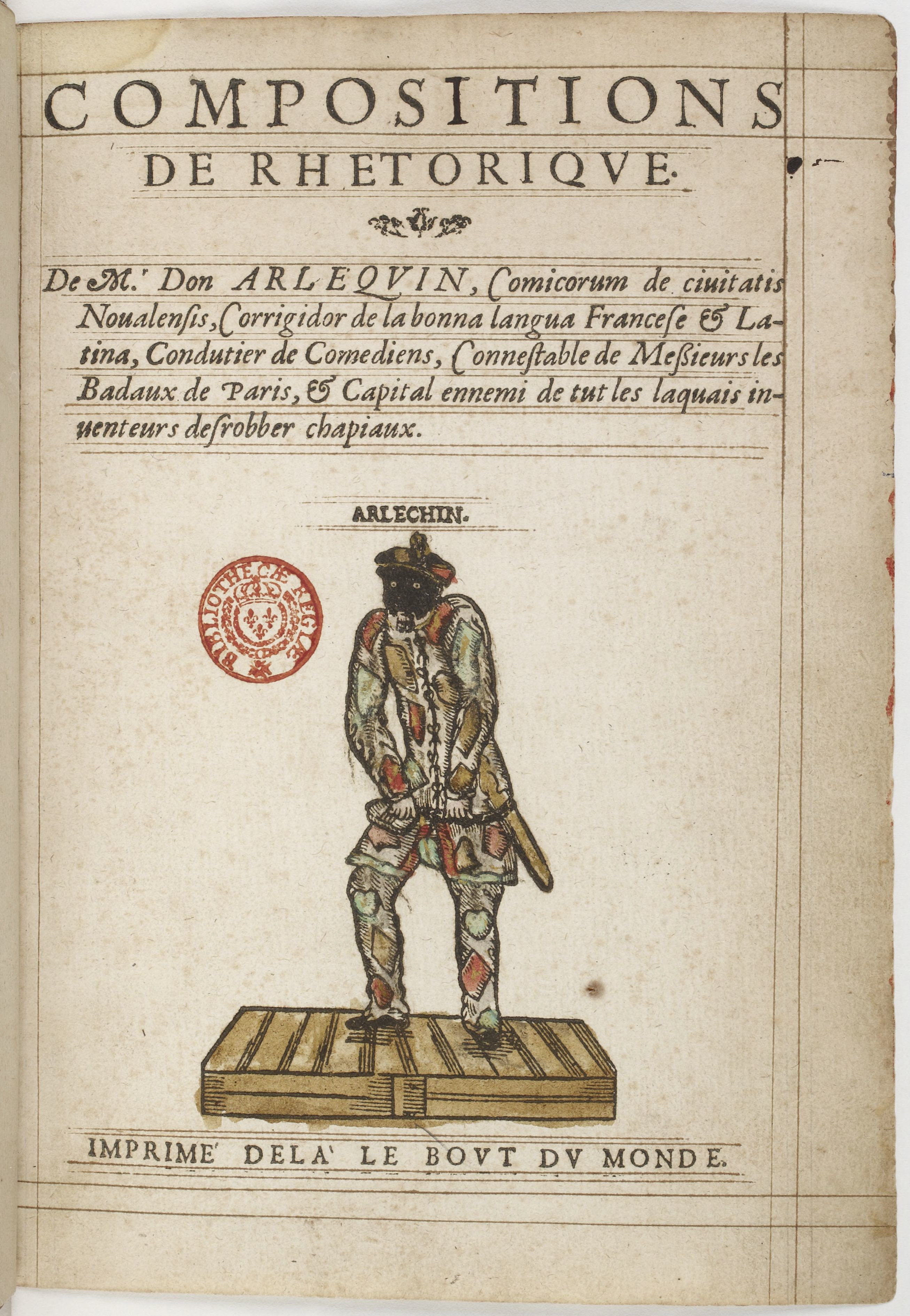
Die Compositions de rhéthorique von Tristano Martinelli (Lyon 1601)

## Schöpfer desArlecchino
Zwar wird Naseli traditionell als Schöpfer und erster Darsteller der Rolle des Arlecchino bezeichnet, aber Belege dafür sind kaum vorhanden. Auch Tristano Martinelli kommt als Urheber des poetisch-witzigen Commedia-dell’arte-Helden in Frage. Beide Schauspieler kannten sich und waren 1571 gemeinsam in Paris, was es schwer macht, ihren jeweiligen Anteil an der Urheberschaft der Rolle genauer zu definieren. In seiner spanischen Zeit hatte Naseli jedenfalls nicht mehr die körperliche Figur, um die akrobatische Rolle zu übernehmen: Er soll ausgesprochen übergewichtig gewesen sein, was Zweifel aufkommen ließ, ob er jemals in der Lage war, auf der Bühne einen Handstand und ähnliche Kunststücke zu vollführen. Die frühesten schriftlichen Quellen, die Martinelli als Arlecchino nennen, gehen zurück bis 1588. Der Zeitgenosse Bartolomeo Rossi verwies 1584 in seinem Stück Fiammella eigens darauf, dass der Arlecchino ausdrücklich nicht im bergamaskischen Dialekt zu sprechen hatte, was Zweifel aufkommen lässt, dass Naseli damals mit dieser Rolle in Verbindung gebracht wurde. Martinelli dagegen war die Personifikation des Arlecchino. Sein Bruder Drusiano machte der Mutter in einem Brief das Kompliment, auch die Mutter des Arlecchino zu sein. Im Übrigen enthalten die Compositions de Rhetorique (Lyon 1601) von Martinelli die ersten Abbildungen eines Harlekin und sind den Darstellungen in der berühmten Kupferstich-Sammlung Recueil Fossard aus dem 16. Jahrhundert sehr ähnlich. Es spricht daher viel dafür, dass Martinelli zumindest der erste Arlecchino war, der in Paris auftrat.